# Zebrzydów
Zebrzydów – wieś w Polsce położona w województwie dolnośląskim, w powiecie świdnickim, w gminie Marcinowice.

## Położenie
Zebrzydów leży na zachód od Ślęży, w północno-wschodniej części Równiny Świdnickiej, na wysokości około 215 m n.p.m., nad rzeką Czarna Woda, która wypływa ze stoków Raduni w Masywie Ślęży. Wieś leży między Marcinowicami a Kątkami.

## Demografia
W marcu 2011 r. miejscowość liczyła 558 mieszkańców.

## Nazwa
Najstarsze znane nam nazwy wsi: Zyuridou, Zyvridow, wymienione w 1193 r., Syfridow, Siffridow, w 1209 r., Sivridaw, w 1221 r., i Syuridou, w 1223 r., pochodzą z okresu, kiedy Śląsk należał do Piastów. Inne nazwy wsi: Seyferdaw, wymieniona w 1346 r., Syfridow, Siffredow, w 1358 r., Sifridao, Sifferdao, w 1360 r., Seyffridaw, w 1379 r., Seiffridow, w 1386 r., Seyfirdaw, w 1390 r., Syffidow, w 1392 r., i Seyfridow, w 1393 r., pochodzą z okresu panowania czeskiego. Kolejne nazwy wsi: Seiferdau, wymieniana w 1638 r., i Seyferdau, w 1726 r., pochodzą z okresu, kiedy Śląskiem, jako częścią Czech, władali Habsburgowie. W okresie panowania pruskiego, a później niemieckiego, wymieniano nazwy: Seifertau, w 1765 r., i Seiferdau, w 1785 r. Po II wojnie światowej, kiedy Śląsk przyłączono do Polski, w 1945 r., wieś otrzymała nazwę: Zebrzydowa, a od 1947 r. Zebrzydów.

## Historia
Wieś należy do najstarszych w rejonie. W latach 60. XX wieku w rejonie wsi odkryto grodzisko kultury łużyckiej. Już w 1209 r. została wymieniona w dokumentach jako posiadłość kanoników regularnych z klasztoru Najświętszej Marii Panny na Piasku we Wrocławiu, wchodząca w skład Górki. Pierwotnie lokowana była na prawie polskim iure polonico. Ponownie w 1221 roku książę śląski Henryk Brodaty przeniósł lokację miejscowości notowanej wówczas jako Sivridaw na prawo niemieckie. Około połowy XIII w. istniał tu już kościół. Wieś odgrywała sporą rolę w dobrach klasztoru. W latach 1348–1392 w dokumentach wielokrotnie przewijał się niejaki Mikołaj z Zebrzydowa, być może sołtys dziedziczny, bo wieś cały czas była własnością klasztoru. Po kasacie dóbr kościelnych w 1810 r. Zebrzydów stał się wsią królewską. Wieś nie ma określonego układu przestrzennego.
Na cmentarzu stoi kaplica z około 1800 r., nakryta czterospadowym dachem, oskarpowana potężnymi przyporami. Na uwagę zasługuje też zespół dworski. Dawne czasy nad młynówką pamięta lipa drobnolistna oraz stary wiąz pospolity (Ulmus minor) będące pomnikami przyrody. Ciekawym architektonicznie zabytkiem jest także szkoła. Jest to murowany budynek z początku XX w., jedno- i dwukondygnacyjny, nakryty dwuspadowymi dachami, z narożami, gzymsami i obramieniami okiennymi w cegle. Budynek stoi w obszernym parku otoczonym ogrodzeniem z tego samego okresu.
Do 1945 wieś nosiła niem. nazwę Seiferdau.

## Podział administracyjny
W latach 1975–1998 administracyjnie należała do województwa wałbrzyskiego.

## Zabytki
Do wojewódzkiego rejestru zabytków wpisane są:
- kościół filialny pw. Matki Boskiej Szkaplerznej wzmiankowany był już w 1250 r. Kościół stoi na wzniesieniu na wschód od centrum, a południową część zajmuje rozległy zespół folwarczny. Pierwotny kościół z 1250 r., a obecna murowana, jednonawowa budowla gotycko-renesansowa, orientowana, wzniesiona została na początku XVI wieku. Jest to niewielka budowla z prawie kwadratową, częściowo oskarpowaną nawą, przykrytą stropem, oraz węższym, prostokątnym prezbiterium przykrytym sklepieniem krzyżowo–żebrowym. Do prezbiterium dostawiona jest zakrystia, a na osi nawy obszerna kruchta. Kościół nakryty jest dachami dwuspadowymi, w szczytach których znajdują się kamienne krzyże. Okna są półkoliste, w opaskach. W prezbiterium zachował się późnogotycki portal. Wewnątrz cenne wyposażenie: gotyckie, drewniane, polichromowane figury Pięknej Madonny z XV w., Matki Boskiej Bolesnej z XVI w. oraz barokowa figura św. Jana Nepomucena z XVIII w., późnogotycka, kamienna chrzcielnica z XVI w., barokowy, drewniany, polichromowany ołtarz z XVIII w. a także figury i obrazy z tego okresu. Na emporze organowej z 1846 r. zachował się malunek z tego okresu i organy z 1874 r. świdnickiej firmy Schlag und Söhne. Cennymi zabytkami są też epitafia: renesansowe z I połowy XVII w. i barokowe z 1798 r. Przy kościele stoi krzyż milenijny upamiętniający również 500-lecie parafii w Zebrzydowie i Kątkach. Kościół odnawiano w latach: 1626, 1704, 1846, 1907 i 1965. W murze wokół kościoła znajdują się wmurowane epitafia, a we wnętrzu kamienna gotycka chrzcielnica, cztery gotyckie rzeźby Madonny i barokowy ołtarz główny. W mur cmentarza kościelnego wmurowane są też dwa stare kamienne krzyże. Ich wiek, powód fundacji ani miejsce pierwotnego usytuowania  nie są znane; krzyże opisywane są często jako tzw. krzyże pokutne, jest to jednak tylko  hipoteza nie poparta żadnymi dowodami lecz wyłącznie nieuprawnionym założeniem, że wszystkie stare kamienne monolitowe krzyże, są krzyżami pokutnymi (pojednania)[6]; w rzeczywistości powód ich fundacji  może być różnoraki, tak jak każdego innego krzyża.
- dwór, obecnie dom nr 4, z drugiej połowy XIX w. Murowany dwór powstał około 1860 r., a przebudowany został na początku XX w. Budynek jest dwukondygnacyjny, nakryty łamanym dachem, z sygnaturką na kalenicy. W skład zespołu wchodzi oficyna mieszkalna, murowana, z około 1870 r., dwukondygnacyjna, nakryta czterospadowym, łamanym dachem z powiekami i trzy murowane budynki gospodarcze z około 1890 r. oraz dawna oficyna, murowana, z około połowy XIX w., przebudowana na początku wieku XX. Na północ od dworu znajdował się park, którego centrum stanowił staw. W części wschodniej wzdłuż strumiena zachował się szpaler starych lip drobnolistnych (Tilia cordata).